# Džbán (536 m)
Džbán je druhý nejvyšší vrchol pohoří Džbán na rozhraní okresů Rakovník a Louny. Samotný vrchol s nadmořskou výškou 535,5 m se nachází v katastrálním území Třeboc v okrese Rakovník. Nejvyšším vrcholem pohoří Džbán je Louštín, který se nachází asi 5 km jihovýchodně a jehož vrchol dosahuje výšky 538,2 m n. m.
Plochý, mírně ukloněný vrchol se nachází na okraji rozčleněné strukturní plošiny tvořené slínovci a spongility ze spodního turonu. Poblíž vrcholu stojí telekomunikační stožár a na výběžku plošiny asi tři kilometry od vrcholu se nachází zřícenina hradu Džbán. Z geomorfologického hlediska je vrchol součástí okrsku Třebocká vrchovina v podcelku Ročovská vrchovina.